# Зундерн
Зундерн (нім. Sundern) — місто в Німеччині, знаходиться в землі Північний Рейн-Вестфалія. Підпорядковується адміністративному округу Арнсберг. Входить до складу району Гохзауерланд.
Площа — 192,86 км². Населення становить 27 554 ос. (станом на 31 грудня 2020).

## Географії

### Сусідні міста та громади
Зундерн межує з 7 містами / громадами:
- Арнсберг
- Бальфе
- Еслое
- Фіннентроп
- Мешеде
- Нойенраде
- Плеттенберг

## Галерея

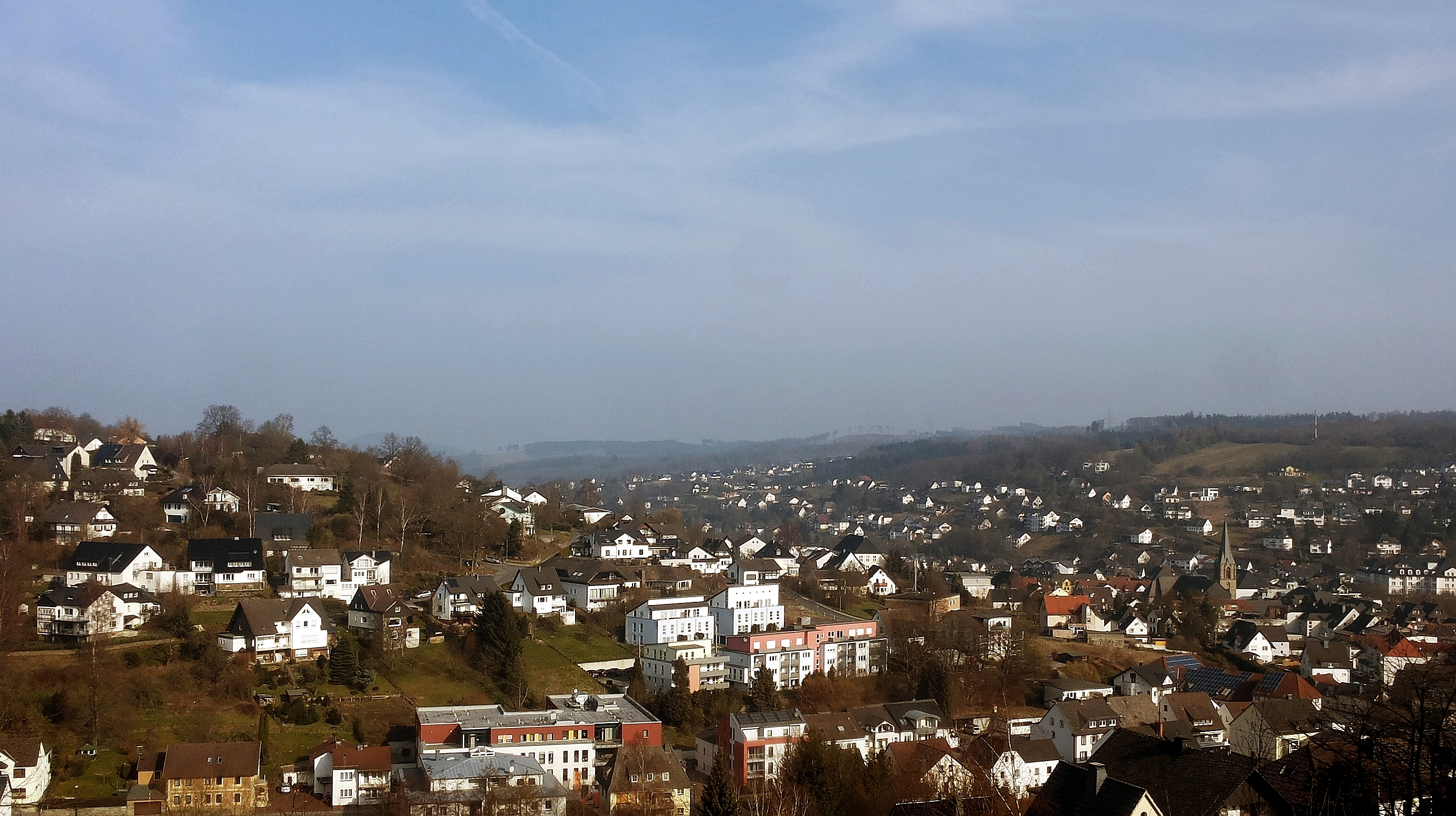
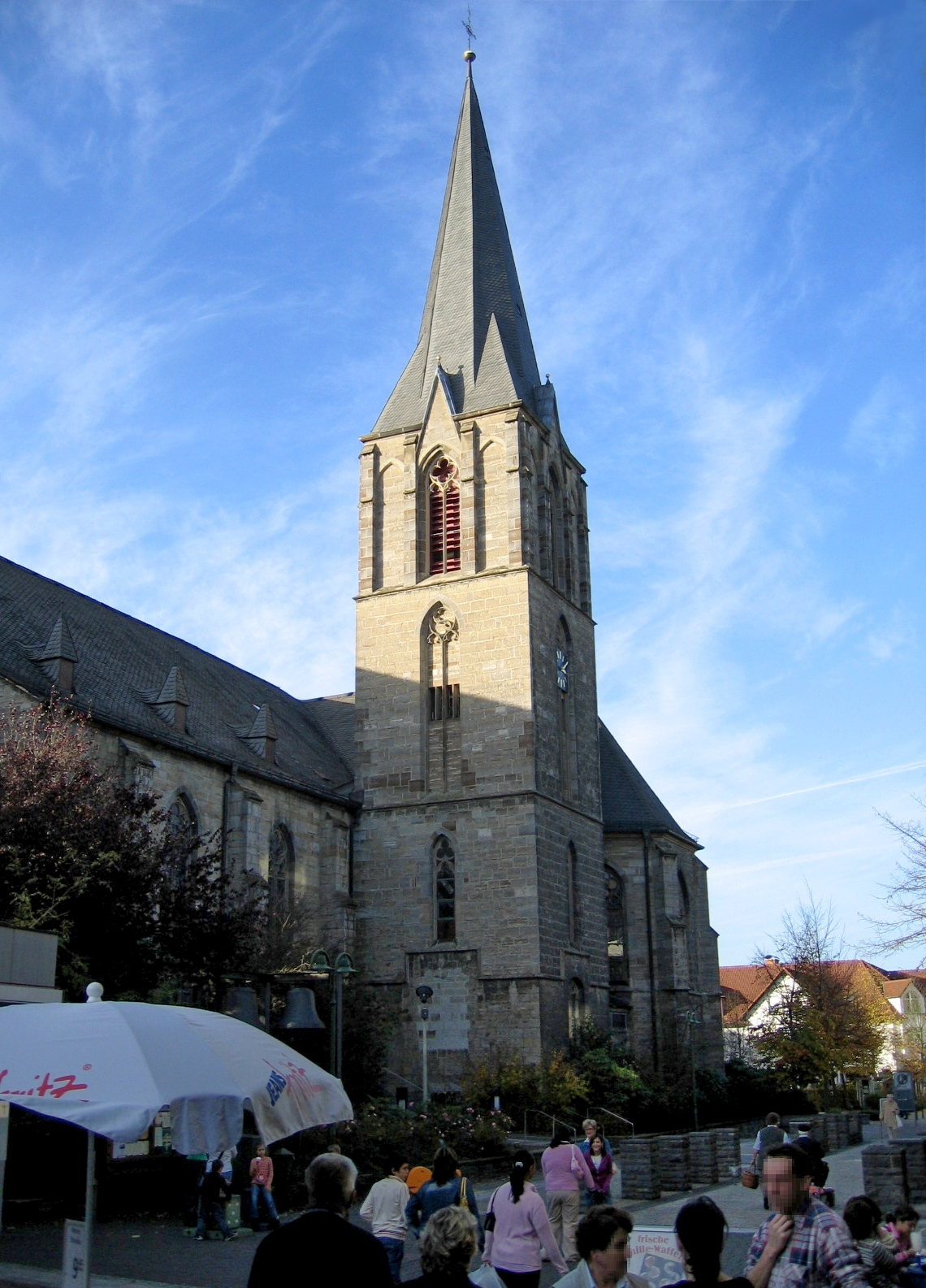
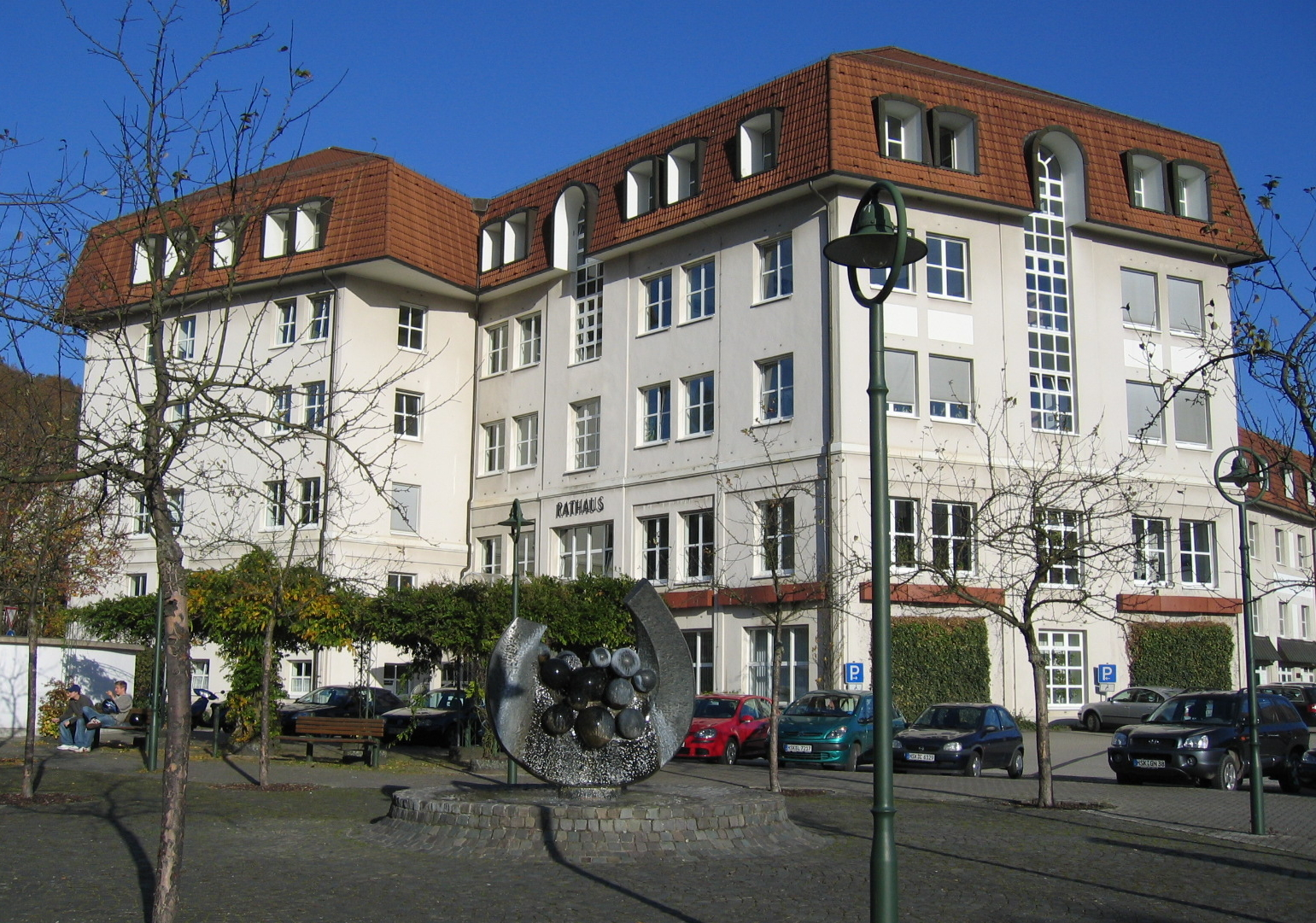
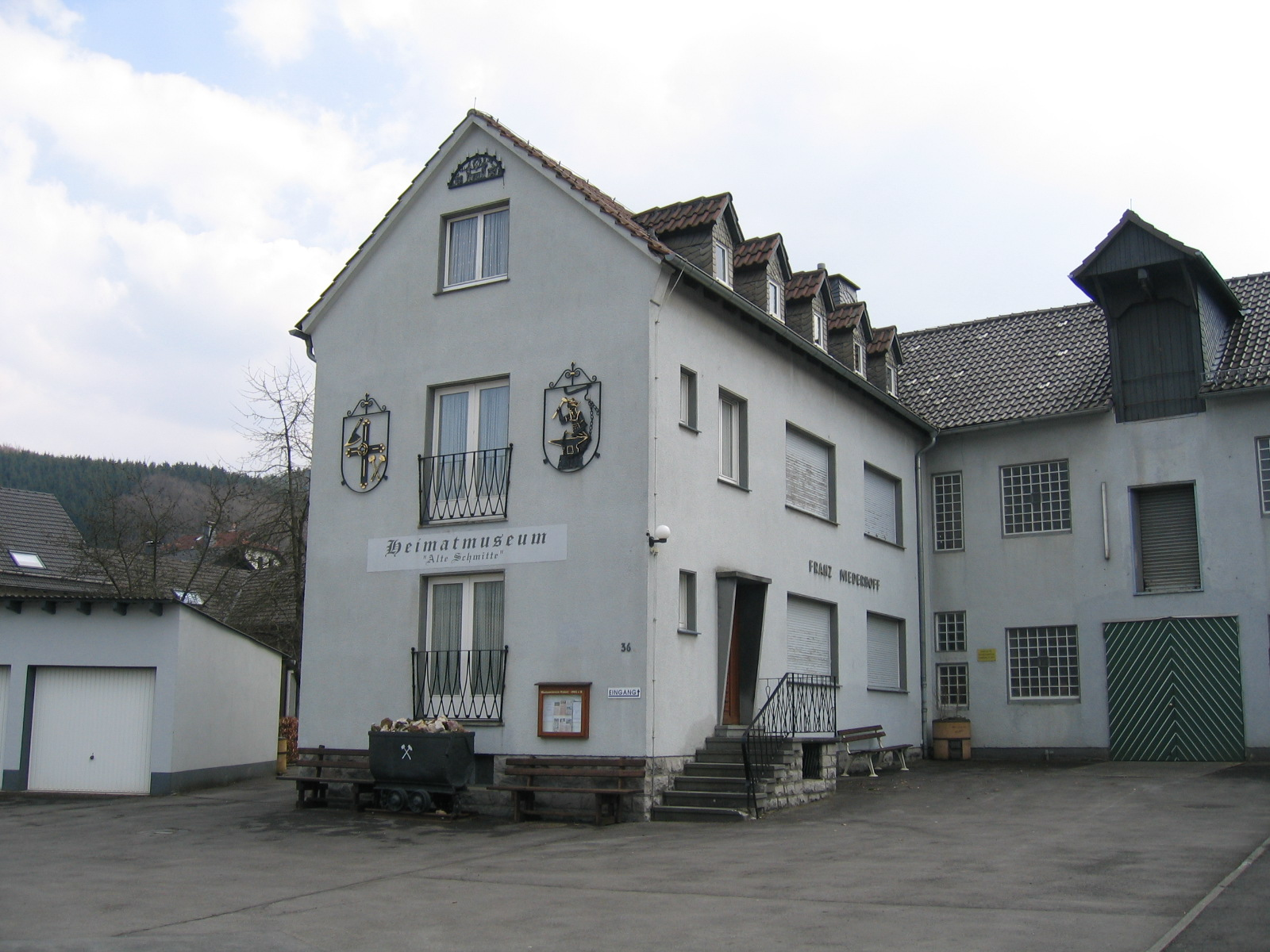
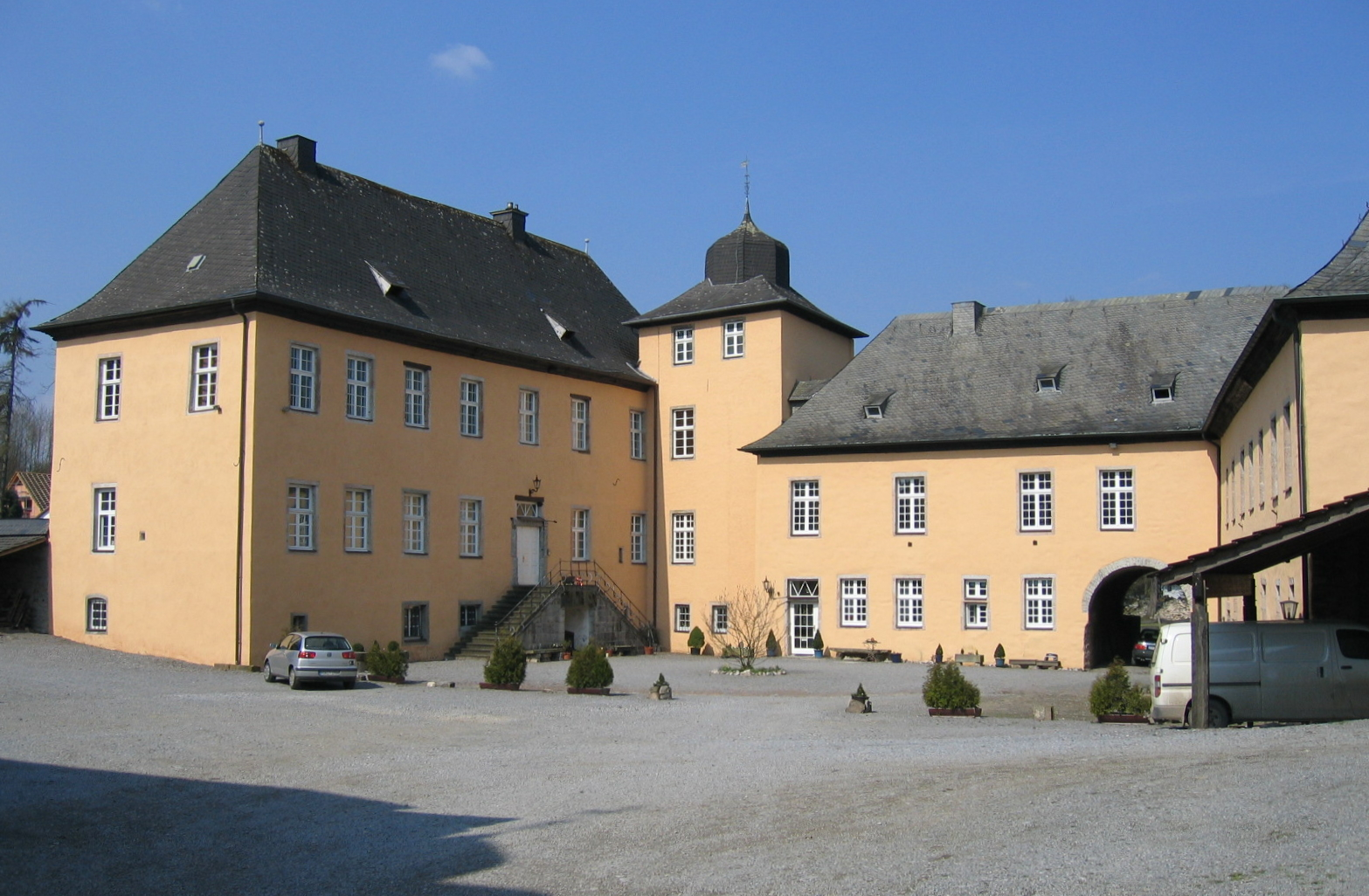

### Адміністративний поділ
Місто  складається з 14 районів:
- Аллендорф
- Амекке
- Ендорф
- Енкгаузен
- Гахен
- Гаген
- Гефель
- Клостер-Бруннен
- Лангшайд
- Реренспрінг
- Штемель
- Штоккум
- Зундерн
- Вільдевізе